# Jaunā Gaita
Jaunā Gaita (латыш. Новый путь) — латышский литературный журнал, выпускающийся ежеквартально с 1955 года. Издавался в США, затем в Канаде в городе Гамильтон, вновь в США, в настоящее время выходит в Интернете.
Возник как орган младшего поколения латышской эмиграции в США и был учреждён Американским объединением молодых латышей (латыш. Amerikas Latviešu jauniešu apvienība) с целью сохранения и развития латышского литературного языка среди эмигрантов, что понималось создателями журнала как необходимое условие духовной жизни нации. Журнал отражал модернистские устремления латышской творческой молодёжи, знаковой публикацией его раннего периода стали фрагменты из романа Джеймса Джойса «Улисс» в переводе Дзинтарса Содумса (1959). Творчество авторов журнала вызывало сопротивление старшего поколения, тяготевшего к консервативно-патриархальному реализму в манере XIX века и называвшего их разрушителями ценностей. Близкий к журналу писатель Таливалдис Кикяука парировал: «Тогда эту метафору следует понимать буквально: душистая, сочная луговая трава сохнет, скошенная, на солнце и тёплом ветру, и её сверкающими граблями ворошат и перетряхивают новопутейцы» (по-латышски выражение «разрушители ценностей», латыш. vērtību ārdītāji, образовано от глагола ārdīt — «ворошить сено»).
Со временем Jaunā Gaita стала первым изданием латышской эмиграции, в котором начали публиковать авторов из Латвийской ССР, а после восстановления независимости Латвии страницы журнала в полной мере открылись для писателей из метрополии. К 60-летию журнала в Латвийской национальной библиотеке открылась посвящённая ему выставка.

## Главные редакторы
- Валтерс Ноллендорфс (1955—1960)
- Лаймонис Зандбергс (1960—1997)
- Юрис Зоммерс (и. о., 1997—1998)
- Рольф Экманис (1998—2017)
- Юрис Жагариньш (с 2017 г.)